# São João das Lampas e Terrugem
São João das Lampas e Terrugem (llamada oficialmente União das Freguesias de São João das Lampas e Terrugem) es una freguesia portuguesa del municipio de Sintra, distrito de Lisboa.

## Historia
Fue creada el 28 de enero de 2013 en aplicación de una resolución de la Asamblea de la República de Portugal promulgada el 16 de enero de 2013 con la unión de las freguesias de São João das Lampas y Terrugem, pasando su sede a estar situada en la antigua freguesia de São João das Lampas.

## Demografía
| Gráfica de evolución demográfica de São João das Lampas e Terrugem entre 2011 y 2021 |
|                                                                                      |
| Datos según el nomenclátor publicado por el INE portugués.                           |